# Internationale luchthaven Walvisbaai
De Internationale Luchthaven Walvisbaai (Engels: Walvis Bay International Airport), is de luchthaven van de stad Walvisbaai, de tweede luchthaven van Namibië en de belangrijkste aan de kust.
De luchthaven ligt aan Hoofdweg C14, en nabij de haven van Walvisbaai. Daardoor ontwikkelde hij zich tot een belangrijke goederenoverslagplaats.

## Verbindingen
Vanaf deze luchthaven wordt door de maatschappijen Air Namibia en Comair South Africa lijnvluchten naar Johannesburg aangeboden. Daarnaast vliegt Air Namibia ook naar Windhoek: Luchthaven Eros.
Geregeld zijn er ook vluchten op charterbasis langs de westkust en naar de Namibische woestijn.

## Uitbreiding
Sinds 2008 wordt deze luchthaven tot tweede internationale luchthaven van het land uitgebouwd. Daarvoor werd tot verlenging van de start- en landingsbaan besloten en werd de bouw van nieuwe brandweerkazerne Rooikop op 16 oktober aangevat. Daarna werd het luchthavengebouw zelf aangepakt. Dit alles moet intercontinentale vluchten toelaten.

## Statistieken
| [ 1 ]            | 2004/05 | 2005/06 | 2006/07 | 2007/08 | 2008/09 | 2009/10 | 2010/111 |
| ---------------- | ------- | ------- | ------- | ------- | ------- | ------- | -------- |
| Vluchtbewegingen | 5.942   | 6.168   | 5.593   | 5.394   | 4.795   | 4.278   | 2.204    |
| Passagiers       | 53.654  | 55.822  | 61.504  | 62.736  | 72.057  | 72.912  | 37.941   |

1 Periode september 2010 tot februari 2011